# Nørre Søby Station
Nørre Søby Station var en jernbanestation på Odense-Nørre Broby-Faaborg Jernbane (1906-54). Nørre Søby station blev tegnet af arkitekten Emanuel Monberg. Stationen blev lagt på åbent land godt 1 km vest for byen og lidt nærmere ved Søbysøgård. Stationsbygningen er bevaret på Radbyvej 21, stadig ensomt beliggende. Nord for stationen ses mellem Radbyvej og Dyrehave en lav og ikke særlig tilgængelig banedæmning. I Dyrehave udgår fra skovvejen et mere tilgængeligt stykke banetracé mod nordvest.
 Der er for få eller ingen kildehenvisninger i denne artikel, hvilket er et problem. Du kan hjælpe ved at angive troværdige kilder til de påstande, som fremføres i artiklen.

| Jernbane | Spire Denne jernbaneartikel er en spire som bør udbygges. Du er velkommen til at hjælpe Wikipedia ved at udvide den. |

55°17′05″N 10°21′24″Ø / 55.28477°N 10.35676°Ø